# Hervé Revelli

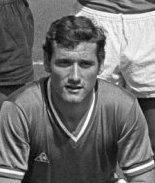
Revelli 1968 als Spieler

Hervé Revelli (* 5. Mai 1946 in Verdun) ist ein ehemaliger französischer Fußballspieler und -trainer.

## Die Vereinskarriere
Der torgefährliche, technisch und im Kopfballspiel starke, gleichwohl höchst mannschaftsdienliche Mittelstürmer kam mit 18 Jahren bei der AS Saint-Étienne unter deren damaligem Trainer Jean Snella zu seinen ersten Einsätzen und wurde ab der Saison 1966/67 zum Stammspieler bei les Verts („die Grünen“ ist die verbreitete französische Bezeichnung für diesen Verein). In dieser Saison gewann er den ersten von insgesamt sieben Meistertiteln, wurde auf Anhieb mit 31 Treffern Torschützenkönig der Division 1 und obendrein, sozusagen als Sahnehäubchen, von Snella, der nach der für Frankreich enttäuschend verlaufenen WM in England vorübergehend zusätzlich den Posten des Nationaltrainers übernommen hatte, auch in die französische Fußballnationalmannschaft berufen.
In den folgenden vier Jahren wurde Hervé Revelli – jetzt unter dem neuen Klubtrainer Albert Batteux – weitere drei Mal Landes- und einmal Vizemeister, zweimal Pokalsieger, Französischer Fußballer des Jahres, gewann eine weitere Torjägerkanone und wurde zweimal auch in diesem Wettbewerb Zweiter. Dabei musste er sich sogar gegen schussstarke Konkurrenten aus dem eigenen Verein wie Robert Herbin und vor allem Salif Keïta durchsetzen. Ihm kam zugute, dass er von Verletzungen verschont blieb, obwohl er immer in vorderster Reihe agierte.
1971 wechselte er für zwei Jahre zu OGC Nizza, für den er auch 41 Liga-Tore schoss und 1973 Vizemeister wurde. Ein wesentlicher Grund für den Wechsel war, dass er dort wieder auf seinen Förderer, Trainer Snella, traf. Aber nachdem sein ehemaliger Mitspieler Robert Herbin neuer Trainer bei Saint-Étienne geworden war, kehrte Revelli zu den Stéphanois zurück. An der Seite alter und neuer Mitspieler (namentlich die jungen Stürmer Dominique Rocheteau und sein Bruder Patrick Revelli) fügte er seiner bereits stattlichen Trophäensammlung sofort drei weitere Meistertitel (1974–1976) und drei Pokalerfolge hinzu, erzielte auch weiterhin Saison für Saison eine zweistellige Zahl an Toren und ist bis heute (Januar 2006) mit 175 Treffern der erfolgreichste Torschütze der AS Saint-Étienne und mit 216 auch der zweitbeste französischstämmige Torjäger in Frankreichs höchster Spielklasse.
Ein Höhepunkt von Revellis Karriere war das Endspiel des Europapokals der Landesmeister: am 12. Mai 1976 stand er mit den Verts auf dem Rasen des Glasgower Hampden Parks, wo ihm zur Abwechslung mal kein Treffer gegen den gegnerischen Torhüter gelang, so dass Hervé Revelli und die AS Saint-Étienne die europäische Krone dem deutschen Titelverteidiger FC Bayern München überlassen mussten. 1977 fügte er seiner Titelsammlung noch den fünften französischen Pokalgewinn hinzu und beendete ein Jahr später seine aktive Laufbahn.

### Stationen
- AS Saint-Étienne (1964 bis 1971)
- OGC Nizza (1971 bis 1973)
- AS Saint-Étienne (1973 bis 1978)

## Der Nationalspieler
Zwischen September 1966 und März 1975 bestritt Revelli insgesamt 30 Spiele (je 15 bei Saint-Étienne und bei Nizza) für die Équipe Tricolore und erzielte dabei fünfzehn Tore. Allerdings konnte Frankreich sich in diesen Jahren nicht für die Endrunden der Welt- und Europameisterschaften qualifizieren.

## Leben nach der Spielerkarriere
1978 begann Revelli eine Trainerausbildung und arbeitete anschließend bei LB Châteauroux (1980 bis 1983) und in Draguignan. Weitere Stationen waren Vereine in Gabun und auf Mauritius, dann wieder in Frankreich (bei der AS Saint-Priest), bevor es ihn erneut ins Ausland zog (Tunesien). Es folgten vier Jahre als Ratsmitglied für soziale Fragen im Département Loire, anschließend eine Zeit als technischer Berater des Fußballverbandes von Katar. Inzwischen lebt Hervé Revelli wieder in Frankreich.

## Erfolge
- Französischer Meister: 1967, 1968, 1969, 1970, 1974, 1975, 1976 (dazu Vizemeister 1971 [alles mit Saint-Étienne] und 1973 [mit Nizza])
- Französischer Pokalsieger: 1968, 1970, 1974 (allerdings nicht im Finale eingesetzt), 1975, 1977 [mit Saint-Étienne]
- Europapokal der Landesmeister: Finalist 1976; insgesamt 32 Spiele (10 Tore)
- 30 A-Länderspiele, 15 Tore
- 389 Spiele (216 Tore) in der Division 1; Torschützenkönig 1967 und 1970, drittbester D1-Torjäger aller Zeiten
- Französischer Fußballer des Jahres: 1969